# Касина (пьеса)
«Касина» (лат. Casina) — комедия-паллиата римского драматурга Тита Макция Плавта, время написания которой неизвестно. Благодаря прологу к посмертной постановке известно, что у пьесы было другое название, «Жеребьеметатели»; некоторые антиковеды именно его считают оригинальным.
Сюжет построен вокруг планов выдать замуж девушку по имени Касина, которая ни разу не появляется на сцене. Источником для Плавта послужила комедия Дифила «Жеребьеметатель». Пьеса была очень популярна в Средние века, когда появился целый ряд переделок и переводов. Появившийся здесь мотив переодевания женщины в мужское платье был позаимствован позже Шекспиром (комедия «Виндзорские насмешницы»), Сервантесом, Бомарше, другими драматургами Нового времени. По некоторым предположениям, имя демона-писца Тутивилла восходит к слову titivillitio  («ничтожность, пустяки»), представленному в комедии Плавта. 